# Frontera entre Omán y Yemen
La frontera entre Omán y Yemen, que separa a Omán al este y Yemen al oeste, tiene 288 kilómetros de largo; separa más precisamente la región omaní de Dhofar, con capital en Salalah, y la región yemení de Al Mahra, con capital en Al Ghaydah.

## Delimitación

### Descripción
La frontera comienza en el norte, en el sur de Rub al-Jali, en el trifinio entre Arabia Saudita, Omán y Yemen. La frontera entre Arabia Saudita y Omán continúa hacia el este, y aquella entre Arabia Saudita y Yemen hacia el oeste.
Desde este punto, la frontera sigue casi en su totalidad una línea recta hacia el océano Índico, orientada hacia el sursudeste, con la excepción de la zona de Habarut, pueblo omaní que la frontera evita formando varios codos.
La frontera terrestre se acaba al Ra's Darbat Ali sobre el océano Índico. El tratado firmado entre ambos países menciona la existencia de una frontera marítima a partir de este punto, acorde con la Convención de las Naciones Unidas sobre el Derecho del Mar.

### Marcadores
La lista siguiente recapitula las coordinadas de los puntos utilizados para delimitar la frontera:
- Punto 1 : 16° 39′ 03,83″ N, 53° 06′ 30,88″ E
- Punto 2 : 17° 17′ 07,91″ N, 52° 48′ 44,22″ E
- Punto 3 : 17° 17′ 40″ N, 52° 44′ 45″ E
- Punto 4 : 17° 18′ 06,93″ N, 52° 44′ 33,5″ E
- Punto 4a : 17° 18′ 08,87″ N, 52° 44′ 34,24″ E
- Punto 4b : 17° 18′ 08,42″ N, 52° 44′ 35,57″ E
- Punto 5 : 17° 18′ 15″ N, 52° 45′ 05″ E
- Punto 6 : 17° 18′ 21″ N, 52° 45′ 02″ E
- Punto 7 : 17° 20′ 59,04″ N, 52° 46′ 55,83″ E
- Punto 8 : 19° N, 52° E

## Pasos Fronterizos
Omán/Yemen
- Shahan/Al Mazyunah
- Hawf/Sarfait

## Historia
La frontera entre Omán y Yemen resultó de aquella trazada por el Reino Unido, cuando el sultanato de Omán y el protectorado de Adén eran colonias británicas. El protectorado de Adén dio nacimiento en 1967 a la República Democrática Popular de Yemen, o Yemen del Sur, estado independiente. El sultanato de Omán resultó independiente en 1971. En los años 1970, Omán y Yemen del Sur experimentaron relaciones difíciles, como lo demuestra el apoyo de Yemen a los rebeldes del Dhofar, en la frontera entre ambos países. Al principio de los años 1980, ambos países comenzaron un acercamiento.
En 1990, Yemen del Sur se fusionó con Yemen del Norte y formaron Yemen. Las negociaciones sobre la frontera entre Omán y el nuevo país fueron concluidas en 1992. Aparte de los alrededores de Habarut, el diseño sigue siendo similar.